# Pelomyxa
Pelomyxa es un género de protistas ameboides flagelados gigantes, con un tamaño por lo general de 500 a 800  µm, pero a veces hasta 5 mm de longitud, que se encuentra en sedimentos anaeróbicos o microaeróbicos del fondo de estanques de agua dulce estancadas o corrientes de lento movimiento.

## Características
Pelomyxa es muy polimorfa y presenta diferentes fases, así como su color, que varía según la alimentación, lo que explica la gran cantidad de especies que se han llegado a considerar. Se la encuentra en fondos limosos o fangosos en aguas estancadas de localidades muy dispersas, siempre del hemisferio Norte. Se cultiva con dificultad, y las colonias no duran en el laboratorio más allá de unos meses, lo que obliga a su nueva recolección en ambientes naturales.
Pelomyxa es una forma unicelular ameboide, multinucleada y de grandes dimensiones, con una longitud que va de 500 µm a 5 mm. En su fase activa la forma es alargada, globosa en el extremo anterior, y adelgazándose hacia la posterior en un uroide (cola) velloso. La superficie presenta cilios no relacionados con el movimiento. Existe también una fase esporulante esférica y de gruesa cubierta (25 µm), de la cual las nuevas amebas escapan por una abertura. Las células de Pelomyxa contienen bacterias endosimbióticas de al menos tres tipos: grampositivas, que han sido relacionadas con Mycobacterium, gramnegativas, quizá relacionadas con Pseudomonas, y metanogenéticas, que se parecen a formas de Methanospirillum. Pelomyxa digiere lentamente los microorganismos que fagocita, lo que favorecería su instalación como simbiontes.

## Especies
La especie tipo, Pelomyxa palustris, es conocida desde hace bastante tiempo. A partir de 2004 se han descrito varias nuevas especies y dos de las existentes se han confirmado como especies válidas.

## Videogalería
- Pelomyxa palustris en movimiento
- Partículas de arena en el citoplasma de Pelomyxa